# Tutti i sogni del mondo
Tutti i sogni del mondo è una miniserie televisiva italiana, trasmessa in prima visione su Rai 2 nel febbraio del 2003.
La miniserie è diretta da Paolo Poeti e interpretata da Serena Autieri e Bianca Guaccero; in alcune scene compare anche Romina Power come guest star.

## Trama
La storia si svolge all'Accademia dello Spettacolo di Roma, dove si incontrano quattro ragazze unite dallo stesso sogno: fare strada nel mondo dello spettacolo. Le quattro giovani vanno a vivere nella stessa casa e si scoprono presto molto legate.
Cinzia è una ragazza campana con la passione per il canto ed ha un figlio di due anni, avuto da una storia con un sottufficiale italiano morto in un'operazione militare all'estero; in seguito si sposa con un giovane omosessuale pur di avere l'affidamento del figlioletto. Daniela è la figlia di un Conte, ricco produttore vinicolo, ma lei vuole arrivare al successo senza l'aiuto di nessuno, anche se non disdegna di andare in giro con una lussuosa decappottabile. Giulia è una giovane che di sera sbarca il lunario facendo la cubista e vive nell'albergo dove lavora la madre; non conosce il padre, che sembra avere dei guai con la giustizia. Sabina è una ragazza di origine toscana che sogna di fare l'attrice e quando riceve la notizia di essere stata presa dall'Accademia arriva persino a lasciare il futuro marito; in seguito ha un'offerta di lavoro con un grande regista ma la rifiuta pur di completare gli studi accademici e di non lasciare un nuovo amore. Le quattro hanno una grande amicizia con Valentina, che non vive con loro ma con i genitori e che ha il sogno di diventare ballerina: scopre poi di avere una brutta malattia, ma lei non ha intenzione di lasciarsi andare.